# 16219 Venturelli
16219 Venturelli è un asteroide della fascia principale. 

## Caratteristiche
Scoperto nel 2000, presenta un'orbita caratterizzata da un semiasse maggiore pari a 2,3672623 UA e da un'eccentricità di 0,2078011, inclinata di 0,42333° rispetto all'eclittica.

## Nome
Al satellite è stato dato il nome Venturelli in omaggio a Ophelia Shalini Venturelli, studentessa alla Whitman High School di Bethesda nel Maryland, vincitrice del premio scolastico Intel Science Talent Search nel 2002.